# Costarica Open 1979
Il Costarica Open 1979 è stato un torneo di tennis giocato sul cemento. È stata la 2ª edizione del Costarica Open, che fa parte del Colgate-Palmolive Grand Prix 1979. Si è giocato a San José in Costa Rica, dal 19 al 25 marzo 1979.

## Campioni

### Singolare
Bernard Mitton ha battuto in finale  Tom Gorman con il punteggio di 6–4 6–1 6–3

### Doppio
Ion Țiriac /  Guillermo Vilas hanno battuto in finale  Anand Amritraj /  Colin Dibley con il punteggio di 6–4, 2–6, 6–4